# Výsluní
Výsluní (in tedesco Sonnenberg) è una città della Repubblica Ceca facente parte del distretto di Chomutov, nella regione di Ústí nad Labem.